# Marshall Stream
Koordinaten: 78° 4′ S, 164° 18′ O
Der Marshall Stream ist ein rund 10 km langer Schmelzwasserfluss an der Scott-Küste des ostantarktischen Viktorialands. Er fließt vom Rivard-Gletscher durch das Marshall Valley zum Koettlitz-Gletscher. 
Der  US-amerikanische Glaziologen Troy L. Péwé (1918–1999) von der Arizona State University erkundete ihn bei der Operation Deep Freeze III (1957–1958). Das New Zealand Antarctic Place-Names Committee und das Advisory Committee on Antarctic Names benannten ihn 1962 gemeinsam in Anlehnung an das gleichnamige Tal. Dessen Namensgeber ist Eric Marshall (1879–1963), Arzt und Mitglied der Südgruppe bei der Nimrod-Expedition (1907–1909) unter der Leitung des britischen Polarforschers Ernest Shackleton.